# 假面飯店：假面之夜
《假面飯店：假面之夜》是日本作家東野圭吾的長篇懸疑小說，也是「假面飯店系列」的第三本小說，於2017年9月15日由集英社發行單行本。

## 出版書籍
| 集英社        | 集英社                 | 三采文化       | 三采文化               | 南海出版公司 | 南海出版公司          |
| 發售日期      | ISBN                   | 發售日期       | ISBN                   | 發售日期     | ISBN                  |
| ------------- | ---------------------- | -------------- | ---------------------- | ------------ | --------------------- |
| 2017年9月15日 | ISBN 978-4-08-775438-4 | 2018年12月14日 | ISBN 978-9-57-658078-9 | 2018年6月1日 | ISBN 978-7-54429282-5 |

## 電影
《假面飯店2：假面之夜》是2021年日本犯罪片，由鈴木雅之執導，岡田道尚編劇，木村拓哉主演。

### 演員列表
- 新田浩介：木村拓哉
- 山岸尚美：長澤雅美
- 能勢和彦：小日向文世
- 本宮政治：梶原善
- 關根拓真：泉澤祐希
- 久我昭弘：東根作壽英
- 川本美香：石川戀
- 奧田真由美：中村杏
- 秋山久美子：田中美奈實
- 氏原祐作：石黑賢
- 日下部篤哉/香坂：澤村一樹
- 曾野昌明：勝村政信
- 曾野萬智子：木村佳乃
- 狩野妙子：凰稀要
- 仲根綠/森澤光留：麻生久美子
- 貝塚由里：高岡早紀
- 浦辺幹夫/內山幹夫：博多華丸（博多華丸・大吉）
- 田倉哲郎：鶴見辰吾
- 尾崎新次郎：篠井英介
- 藤木泰志：石橋凌
- 稻垣龍男：渡部篤郎

### 製作人員
- 原作：東野圭吾《假面之夜》（集英社刊）
- 導演：鈴木雅之
- 編劇：岡田道尚
- 音樂：佐藤直紀
- 發行：東寶
- 製作：電影《假面飯店2：假面之夜》製作委員會（富士電視台、東寶、J Storm、集英社）

### 票房
| 上一届： 《我的英雄學院：世界英雄任務》 | 2021年日本週末票房冠軍 第38週 | 下一届： 《007：生死交戰》 |

## 外部連結
- 電影官方網站（日語）
  - 假面飯店：假面之夜的X（前Twitter）（日語）
  - 假面飯店：假面之夜的Instagram帳戶（日語）